# Catharine Trotter Cockburn
Catharine Trotter Cockburn (Londra, 16 agosto 1679 – Longhorsley, 11 maggio 1749) è stata una filosofa, drammaturga e scrittrice inglese.

## Biografia
Catherine Trotter nacque a Londra da una famiglia protestante e si convertì al cattolicesimo durante la giovinezza, per poi tornare alla Chiesa anglicana nel 1707. Nacque probabilmente il 16 agosto del 1679, data fornitaci da Thomas Birch, suo biografo ufficiale e curatore delle sue opere postume. La data della sua nascita è stata messa in dubbio da Anne Kelley, la quale ha trovato una voce di battesimo a nome di Katherine Trotters, per il 29 agosto 1674, nel registro di St. Andrew Holborn. Tuttavia, secondo l’iscrizione sulla lapide di Catherine nel cimitero di Long Horfley, ella morì l’11 maggio del 1749, “nel 70º anno della sua età”. Ciò andrebbe quindi a confermare come data di nascita più probabile quella proposta da Birch. 
In seguito alla morte del padre nel 1684, quando lei aveva solamente 5 anni, evento che aveva lasciato la famiglia in una delicata situazione finanziaria,  re Carlo II concesse alla sua famiglia una somma di denaro appena sufficiente per la sopravvivenza. Poco si sa della vita di Trotter fino al 1701, ma nonostante ciò Birch racconta come da piccola imparò da autodidatta il francese e ricevette aiuto nell’apprendimento del latino, della grammatica e della logica.
Appena quattordicenne, nel 1693 pubblicò anonimamente il romanzo The Amours of a Young Lady, poi ribattezzato Olinda's adventures, mentre nel 1695 il suo primo dramma, Agnes de Castro, fu portato in scena a Londra al Theatre Royal Drury Lane.  Nel 1696 Catherine, insieme a Delarivier Manley e Mary Pix, fu oggetto di satira nell’anonima opera The Female Wits. Nel 1698 anche la sua seconda tragedia Fatal Friendship fu rappresentata al Lincoln's Inn Fields, seguita dalla commedia Love at a Loss, or Most Votes Carry It al Theatre Royal nel 1700, The Unhappy Penitent al Drury Lane nel 1701 e infine  The Revolution of Sweden al Queen's Theatre nel 1706.  Le opere drammatiche di Trotter incontrarono un modesto successo di pubblico e lodi della critica.
Nel maggio 1702, all'età di ventitré anni, pubblicò la sua prima opera di rilievo, di argomento filosofico: A Defence of Mr. Lock's  (Essay of Human Understanding), un'apologia del Saggio sull'intelletto umano di John Locke. Il filosofo apprezzò l'opera, tanto che negli anni successivi sostenne finanziariamente la Trotter, prestandole dei libri tramite la filantropa Elizabeth Burnet,e presentandole diversi personaggi illustri, tra cui il signor Peter King (avvocato e membro del Parlamento, oltre che nipote materno di Locke). 

### Conversioni religiose
È possibile che Catherine non abbia avuto una forte educazione religiosa. Di fatti, durante una crisi spirituale, potrebbe aver cercato la guida di un insegnante cattolico romano e, di conseguenza, aver adottato con fervore la fede cattolica. Rimase devota a questa fede per molti anni, confidando nella sua influenza iniziale.
Nel 1707, dopo lunghi studi e riflessioni, in una preghiera sincera rinunciò alla fede cattolica per riabbracciare quella della chiesa anglicana. Tali considerazioni furono da lei espresse nelle Two Letters Concerning a Guide in Controversies, dopo le quali non manifestò più alcuna incertezza in merito all propria fede.

### Interruzione e ripresa della scrittura
Nel 1708 sposò il reverendo Patrick Cockburn, che fu ordinato sacerdote nella Chiesa d’Inghilterra ed ottenne come donativo il villaggio di Nayland, vicino Colchester. Dal loro matrimonio nacquero i figli Mary, Catherine, Grissel e John. Trotter smise di scrivere tra il 1708 e il 1724 proprio a causa del matrimonio, in quanto era impegnata a badare ad una famiglia in crescita e poiché disponeva di risorse limitate.
Finalmente, nel 1726 iniziò la stesura di un nuovo trattato di argomento filosofico, specialmente riguardante l’obbligo morale, riuscendo però a trovare un editore che la pubblicasse soltanto nel 1743.

### Ultimi anni e morte
Le opere di Trotter attirarono l’attenzione del filosofo William Warburton, che nel 1747 scrisse la prefazione alla sua ultima opera filosofica, Remarks Upon the Principles and Reasonings of Dr. Rutherforth's (Essay on the Nature and  Obligations of Virtue), nella quale accettava e difendeva la teoria etica di Clarke, in quanto non sembravano tanto distanti dalle idee del suo vecchio maestro Locke. Ricevette anche l’onore della richiesta da parte del biografo Thomas Birch di assisterla alla compilazione della sua opera omnia, e Trotter accettò quest’offerta ma morì nel 1749 all'età di 69 anni, quattro mesi dopo essere rimasta vedova e due anni prima della pubblicazione dell’opera da parte di Thomas Birch nel 1751. Questa fu divisa in due volumi e fu intitolata The Works of Mrs. Catharine Cockburn, Theological, Moral, Dramatic, and Poetical, segno della sua versatilità nella scrittura. È in gran parte grazie a questo testo che lettori e storici hanno diverse informazioni sui suoi lavori.

## Eredità e riscoperta
Nonostante la sua antica fama, la reputazione di Trotter è in costante declino da tre secoli, probabilmente per via del fatto che scrisse gran parte delle sue opere all'inizio della sua vita, e poche al momento della maturità. Alcuni storici della letteratura attribuiscono il suo relativo anonimato alla persistente enfasi sulle sue opere filosofiche, a scapito dei suoi scritti creativi, come anche il suo biografo Thomas Birch, che incluse nella sua collezione solo un'opera teatrale e non menzionò persino Olinda’s Adventures. L'attuale interesse accademico per l'opera teatrale di Trotter deriva principalmente dagli studi di genere, ossia il complesso di studi della differenza sociale esistente tra i sessi biologici. Trotter era infatti consapevole dei limiti che il suo genere le imponeva e spesso esprimeva la sua protesta nei suoi scritti. Nella dedica di Fatal Friendship (1698), ad esempio, rimarca che "quando una donna appare al mondo con un carattere distintivo, deve aspettarsi che venga preso come segno di una natura malvagia", soprattutto se accede a “ciò che l’altro sesso considera suo dominio riservato”. Scrive inoltre: “Le donne sono capaci di penetrare la natura delle cose e di ragionare correttamente quanto gli uomini, il cui unico vantaggio su di noi è la loro opportunità di apprendere. » L'opera letteraria di Trotter, in cui le donne dominano l'azione, e la sua vita personale, forniscono entrambe un ricco materiale per la critica femminista.

## Opere (parziale)

### Prosa
- Olinda's Adventures; or, The Amours of a Young Lady, Londra, 1693.
- A Defence of Mr. Lock's Essay of Human Understanding, Londra, 1702.
- A Discourse concerning a Guide in Controversies, in Two Letters, Londra, 1707.
- A Letter to Dr. Holdsworth, Occasioned by His Sermon Preached before the University of Oxford, Londra, 1726.
- Remarks Upon the Principles and Reasonings of Dr. Rutherforth's Essay on the Nature and Obligations of Virtue, Londra, 1747.

### Teatro
- Agnes de Castro (1695/6)
- Fatal Friendship (1698)
- Love at a Loss, or, Most Votes Carry It (1700)
- The Unhappy Penitent (1701)
- The Revolution of Sweden (1706)